# Левченко Дорофій Тимофійович
Дорофі́й Тимофі́йович Ле́вченко (нар. 1911, Посухівка — пом. 1941) — радянський військовик, учасник битви на озері Хасан та початкового періоду німецько-радянської війни, капітан. Герой Радянського Союзу (1938).

## Життєпис

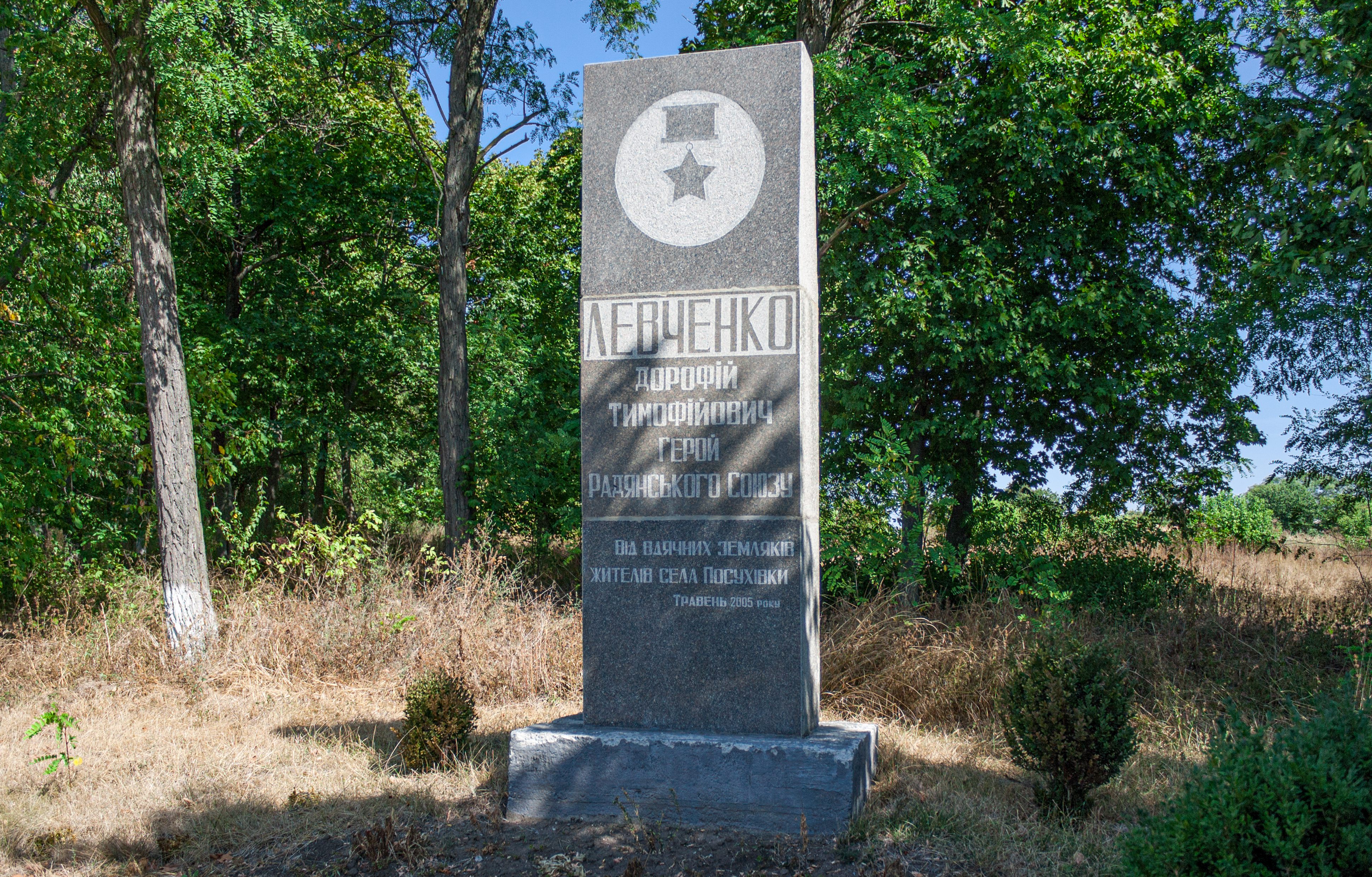
Пам'ятний знак в селі Посухівка

Народився 25 жовтня 1911 року в селі Посухівка, нині Уманського району Черкаської області, в селянській родині. Українець. Здобув неповну середню освіту, працював пастухом. У 1928 році переїхав у Забайкалля. Скінчив школу ФЗУ, працював слюсерем залізничних майстерень в Улан-Уде (Бурятія).
До лав РСЧА призваний у 1931 році. Військову службу проходив на Далекому Сході, де закінчив школу молодшого командного складу. Член ВКП(б) з 1932 року. У 1935 році закінчив Омську військову піхотну школу. Повернувся на Далекий Схід, обіймав посади командира взводу, згодом — роти.
Брав участь у битві на озері Хасан. Особливо командир роти 119-го стрілецького полку 40-ї стрілецької дивізії (39-й стрілецький корпус, 1-ша Приморська армія, Далекосхідний фронт) старший лейтенант Д. Т. Левченко відзначився 31 липня 1938 року. Японські мілітаристи переважаючими силами захопили сопки Заозерну і Безіменну, які боронили 11 радянських прикордонників. Рота під командуванням Д. Т. Левченка першою прийшла на допомогу прикордонникам. З ходу стрільці вступили в бій і раптовою атакою звільнили сопку Безіменну від японців. Зайнявши оборону, бійці роти з успіхом відбивали атаки переважаючого чисельно супротивника, тричі переходячи в контратаки. Старший лейтенант Левченко, будучи пораненим, вступив у сутичку з 7 солдатами ворога й вийшов з неї переможцем. Рота втримала свої позиції.
По тому деякий час командував стрілецьким батальйоном. У 1939 році вступив до Військової академії імені М. В. Фрунзе. Початок німецько-радянської війни зустрів у Білорусі, де перебував на стажуванні на посаді командира полку, знаходячись в розпорядженні Військової ради 3-ї армії Західного фронту.
15 серпня 1941 року загинув під час виходу з оточення поблизу села Новоселки Осиповицького району Могильовської області. Після війни перепохований у братські могилі в центрі села Свіслоч того ж району.

## Нагороди
Указом Президії Верховної Ради СРСР від 25 жовтня 1938 року «за зразкове виконання бойових завдань і геройство, виявлене при обороні району озера Хасан», старшому лейтенантові Левченку Дорофію Тимофійовичу присвоєне звання Героя Радянського Союзу. Після встановлення знаку особливої відзнаки, отримав медаль «Золота Зірка» за № 90.
Був також нагороджений орденом Леніна (25.10.1938).

## Пам'ять
Ім'ям Дорофія Левченка названо одну з вулиць села Свіслоч Осиповицького району Могильовської області Республіки Білорусь.